# Brinkum, Stuhr
Brinkum är en ort i kommun Stuhr i Landkreis Diepholz i Niedersachsen, Tyskland. Det bor omkring 10 000 personer i orten. Motorvägen A1 passerar förbi Brinkum, det gör också förbundsvägarna B6 och B51. Orten ligger söder om Bremen.